# Нижние Карамалы (Ермекеевский район)
Нижние Карамалы (баш. Түбәнге Ҡарамалы) — село в Ермекеевском районе Республики Башкортостан Российской Федерации. Входит в состав Среднекарамалинского сельсовета.

## География

### Географическое положение
Расстояние до:
- районного центра (Ермекеево): 30 км,
- центра сельсовета (Средние Карамалы): 5 км.
- ближайшей ж/д станции (Приютово): 35 км.

## Население
| 2002 | 2009 | 2010 |
| ---- | ---- | ---- |
| 391  | ↘375 | ↘336 |

Национальный состав
Согласно переписи 2002 года, преобладающая национальность — татары (95 %).